# 5号美国国道
5号美国国道（英語：U.S. Route 5）是一条南北方向的美国国道。该公路连接了康涅狄格州纽哈芬市和佛蒙特州温莎县，全长300.34英里。最南端与19号美国国道链接。